# 趙羾
趙 羾（ちょう こう、1364年 - 1436年）は、明代の官僚。字は雲翰。本貫は解州夏県。

## 生涯
夏県から祥符県に移住した。1387年（洪武20年）、挙人から太学に入った。1390年（洪武23年）、兵部職方司主事に任じられた。天下の要害や阻塞の図を描き、駐屯にふさわしいところを進言した。洪武帝に才能を認められ、1395年（洪武28年）に武庫員外郎に転じた。建文初年、浙江参政に転じ、策を立てて海賊を捕え、功績を挙げた。
1404年（永楽2年）、趙羾はベトナムの胡朝に対する使節をつとめ、帰国すると永楽帝に報告した。刑部右侍郎に抜擢され、工部右侍郎に転じ、さらに礼部右侍郎に転じた。1407年（永楽5年）6月、礼部尚書に進んだ。1419年（永楽7年）、永楽帝に扈従し、行在刑部を兼ね代行した。1411年（永楽9年）秋、朝鮮の使臣が帰国しようとしたとき、通例では賞賜のあることを趙羾は奏上しなかった。永楽帝は怒り、趙羾は獄に下された。ほどなく釈放され、保安・隆慶・永寧の諸州県の建設を監督し、民衆を新たに呼び集めて、その生業を安定させた。1417年（永楽15年）、母が死去したため、趙羾は辞職して喪に服した。11月、官に復帰して兵部尚書となり、塞外の軍事を専門に管轄した。1422年（永楽20年）、永楽帝が漠北遠征をおこなうと、趙羾は軍糧の補給輸送を統括した。
1424年（永楽22年）8月、洪熙帝が即位すると、趙羾は南京刑部尚書に転じた。1430年（宣徳5年）、御史の張楷が趙羾と侍郎の兪士吉を職務怠慢と放縦の科で弾劾した。趙羾は北京に召還され、致仕を命じられた。
1436年（正統元年）7月戊申、趙羾は死去した。享年は73。著書に『傖父集』3巻があった。